# Peter Lynch
Peter Lynch (Kilkenny, 26 novembre 1997) è un maratoneta e mezzofondista irlandese.

## Biografia
Ha partecipato a varie edizioni degli Europei di corsa campestre, in tutte le categorie di età (under-20, under-23 e seniores) ed ai Mondiali di corsa su strada del 2023, nei quali ha gareggiato nella mezza maratona concludendo però la gara con un ritiro.
Nel 2024 ha conquistato un 32º posto agli Europei nei 10000 m piani.
Nel 2025 ha stabilito il nuovo record irlandese di maratona, con il tempo di 2h09'36".

## Palmarès
| Anno | Manifestazione           | Sede          | Evento         | Risultato | Prestazione | Note |
| ---- | ------------------------ | ------------- | -------------- | --------- | ----------- | ---- |
| 2015 | Europei di cross         | Hyères        | Corsa U20      | 52º       | 18'47"      |      |
| 2016 | Europei di cross         | Chia          | Corsa U20      | 24º       | 17'54"      |      |
| 2019 | Europei di cross         | Lisbona       | Corsa U23      | 26º       | 25'31"      |      |
| 2022 | Europei di cross         | Venaria Reale | Corsa seniores | 15º       | 30'23"      |      |
| 2023 | Mondiali corsa su strada | Riga          | Mezza maratona | dnf       | dnf         |      |
| 2024 | Europei                  | Roma          | 10000 m piani  | 32º       | 29'02"00    |      |

## Campionati nazionali
2022
- Bronzo ai campionati irlandesi di corsa campestre - 30'06"

2023
- 8º ai campionati irlandesi di corsa campestre - 32'11"

## Altre competizioni internazionali
2024
- 30º alla Maratona di Chicago ( Chicago) - 2h17'40"

2025
- Bronzo alla Maratona di Düsseldorf ( Düsseldorf) - 2h09'56"